# کوندوپوگا
شهر کوندوپوگا (به روسی: Кондопога) در کشور روسیه و در جمهوری کارلیا واقع شده‌است.